# Torneo Rey de Reyes
Rey de Reyes es un evento anual de pago-por-evento de lucha libre profesional producido por la empresa AAA desde 1997, y, al mismo tiempo, es seguramente el título de campeonato más inusual que haya tenido una empresa de lucha libre, en el cual el evento principal es siempre un encuentro por el título de Rey de Reyes de ese año. 
El evento es uno de los cuatro eventos más importantes de la AAA después de TripleManía, Verano de Escándalo y Guerra de Titanes.

## Historia
Este título fue una de las más exitosas ideas de Antonio Peña. El ganador, que puede ser un luchador técnico o rudo, sube a los eventos principales de la promoción. A diferencia de King of the Ring o New Japan Cup, normalmente no se corona a los luchadores, por lo general se refieren a sí mismos como "El Rey" después de ganar el torneo. Este título, además, se considera como un campeonato distintivo de esta empresa, ya que genera un gran prestigio dentro de la misma.

## Diferencias con otros campeonatos
Las principales diferencias con otros títulos son:
- El título tiene su propio evento anual realizado en los primeros meses del año (marzo, abril, mayo.
- El campeonato no se representa con un cinturón como se acostumbra, sino con una espada con el mango de oro y joyas que se entrega como trofeo al ganador. La espada no se traspasa, siempre se entrega una nueva y diferente cada año.
- El campeonato, una vez ganado, no puede ser defendido por el campeón, sino que éste mantiene el título (la espada)como propio y al siguiente año se entrega una espada nueva. Esto conlleva a que todos los reinados serán de un año de duración.
- La lucha por este campeonato consta de un torneo de 16 luchadores. Por lo regular, estos tienen que ganarse su lugar en el torneo en peleas clasificatorias realizadas por lo regular el mismo día del evento o unas semanas antes de que se realice el evento (como en los años 2011 y 2012), estos luchadores para participar en el torneo son elegidos por un comité de la empresa basados en su desempeño durante el año.

Pese a parecer simplemente un torneo anual, la empresa aparentemente considera este título un campeonato como cualquier otro. Varias veces se han publicado listas de "campeones actuales" en las que el Rey de reyes tiene su respectivo lugar, a diferencia de los otros torneos anuales realizados en la AAA como el Torneo Alas de oro, o la Copa Antonio Peña.

### El Torneo
- Antes del evento, los contendientes son separados en 4 grupos de 4 luchadores, durante el evento se desarrollan las luchas del torneo.
- Cada grupo se enfrenta en una lucha entre 4 luchadores a eliminación. El luchador que no sea eliminado, pasa a la final.
- Los 4 finalistas se enfrentan entre ellos esa misma noche en otra lucha a eliminación. El luchador que no sea eliminado es declarado ganador y recibe el título Rey de Reyes del año.

## Ganadores Torneo Rey de Reyes
El ganador del torneo se le otorga una espada conmemorativa como trofeo.
| Año  | Ganador                  | # | Formato                                                        | Participantes |
| ---- | ------------------------ | - | -------------------------------------------------------------- | ------------- |
| 1997 | Latin Lover              | 1 | 4 Combates de 4 luchadores y Final con los 4 ganadores         | 16            |
| 1998 | Octagón                  | 1 | 4 Combates de 4 luchadores y Final con los 4 ganadores         | 16            |
| 1999 | El Cibernético           | 1 | 4 Combates de 4 luchadores y Final con los 4 ganadores         | 16            |
| 2000 | Abismo Negro             | 1 | 4 Combates de 4 luchadores y Final con los 4 ganadores         | 16            |
| 2001 | La Parka                 | 1 | 4 Combates de 4 luchadores y Final con los 4 ganadores         | 16            |
| 2002 | Canek                    | 1 | 4 Combates de 4 luchadores y Final con los 4 ganadores         | 16            |
| 2003 | La Parka                 | 2 | Combate cibernético eliminatorio de 6 luchadores               | 6             |
| 2004 | Jeff Jarrett             | 1 | Combate eliminatorio de 2 luchadores                           | 2             |
| 2005 | La Parka                 | 3 | Triangular cibernético de parejas eliminatorio de 6 luchadores | 6             |
| 2006 | Vampiro Canadiense       | 1 | Combate cibernético eliminatorio de 12 luchadores              | 12            |
| 2007 | La Parka                 | 4 | Combate cibernético eliminatorio de 6 luchadores               | 6             |
| 2008 | El Zorro                 | 1 | 4 Combates de 4 luchadores y Final con los 4 ganadores         | 16            |
| 2009 | Electroshock             | 1 | 4 Combates de 4 luchadores y Final con los 4 ganadores         | 16            |
| 2010 | Chessman                 | 1 | 3 Combates de 4 luchadores y Final con los 3 ganadores         | 12            |
| 2011 | Extreme Tiger            | 1 | 4 Combates de 4 luchadores y Final con los 4 ganadores         | 16            |
| 2012 | El Hijo del Perro Aguayo | 1 | 4 Combates de 4 luchadores y Final con los 4 ganadores         | 16            |
| 2013 | El Mesías                | 1 | 3 Combates de 6 luchadores y Final con los 3 ganadores         | 18            |
| 2014 | La Parka                 | 5 | 4 Combates de 4 luchadores y Final con los 4 ganadores         | 16            |
| 2015 | El Texano Jr.            | 1 | 4 Combates de 4 luchadores y Final con los 4 ganadores         | 16            |
| 2016 | Pentagón Jr.             | 1 | 4 Combates de 4 luchadores y Final con los 4 ganadores         | 16            |
| 2017 | Argenis                  | 1 | Combate estilo Gauntlet Battle Royal de 9 luchadores           | 9             |
| 2018 | Rey Escorpión            | 1 | 4 Combates de 4 luchadores y Final con los 4 ganadores         | 16            |
| 2019 | Aero Star                | 1 | Combate estilo Gauntlet Battle Royal de 9 luchadores           | 9             |
| 2021 | Laredo Kid               | 1 | Combate estilo Gauntlet Battle Royal de 8 luchadores           | 8             |
| 2022 | Psycho Clown             | 1 | Combate de 5 luchadores                                        | 5             |
| 2023 | Sam Adonis               | 1 | 4 Combates de 4 luchadores y Final con los 4 ganadores         | 16            |
| 2024 | El Hijo del Vikingo      | 1 | 3 Combates de 3 luchadores y Final con los 3 ganadores         | 9             |
| 2025 | Niño Hamburguesa         | 1 | 4 Combates de 4 luchadores y Final con los 4 ganadores         | 12            |

## Ganadoras Torneo Reina de Reinas
Las ediciones de 1999 a 2008 fueron desarrolladas en el evento Reina de Reinas y la ganadora recibió una corona conmemorativa y el Campeonato Reina de Reinas AAA.
En el 2006 hubo una edición extra llamada Reina de Reinas Internacional.
La edición de 2012 fue en Japón promovida con Pro-Wrestling WAVE y fue una defensa del título de Sexy Star que era la Campeona Reina de Reinas AAA.
Las ediciones 2013 y 2021 fueron en el magno evento Rey de Reyes y la ganadora recibió el vacante Campeonato Reina de Reinas AAA.
Las ediciones 2023 y 2024 se desarrolló en el magno evento Rey de Reyes y a la ganadora del torneo se le otorgó una corona o espada conmemorativa como trofeo mas no el campeonato.
| Año    | Ganadora          | # | Formato                                                               | Participantes |
| ------ | ----------------- | - | --------------------------------------------------------------------- | ------------- |
| 1999   | Xóchitl Hamada    | 1 | 4 Combates de 4 luchadores y Final con los 4 ganadoras                | 16            |
| 2000   | Rossy Moreno      | 1 | 4 Combates de 4 luchadores y Final con los 4 ganadoras                | 16            |
| 2001   | Lady Apache       | 1 | Combate Cibernético de 14 luchadoras y Final con las 4 sobrevivientes | 14            |
| 2002   | Esther Moreno     | 1 | Combate Cibernético de 12 luchadoras y Final con las 4 sobrevivientes | 12            |
| 2003   | Martha Villalobos | 1 | Semifinal de 2 luchadoras y Final con 2 luchadoras                    | 3             |
| 2005   | Tiffany           | 1 | Batalla Real de 15 luchadoras y Final con las 2 sobrevivientes        | 15            |
| 2006-I | Cynthia Moreno    | 1 | Combate Cibernético de 6 luchadoras                                   | 6             |
| 2006   | Miss Janeth       | 1 | Batalla Real de 12 luchadoras y Final con las 4 sobrevivientes        | 12            |
| 2007   | Tiffany           | 2 | Batalla Real de 16 luchadoras y Final con las 6 sobrevivientes        | 16            |
| 2008   | Faby Apache       | 1 | 3 Combates de 5 luchadoras y Final con los 3 ganadoras                | 15            |
| 2012   | Sexy Star         | 1 | 2 Combates a 1 caída y Final con las 2 ganadoras                      | 4             |
| 2013   | Faby Apache       | 2 | 4 Combates a 1 caída y Final con las 4 ganadoras                      | 8             |
| 2021   | Faby Apache       | 3 | Combate de 6 luchadoras                                               | 6             |
| 2023   | Sexy Star II      | 1 | Combate de 5 luchadoras                                               | 5             |
| 2024   | Lady Shani        | 1 | 2 Combates de 3 luchadores y Final con las 2 ganadoras                | 6             |

## Fechas y lugares de Rey de Reyes
| Evento            | Fecha                 | Estadio                          | Lugar                                  | Evento principal                                                                          |
| ----------------- | --------------------- | -------------------------------- | -------------------------------------- | ----------------------------------------------------------------------------------------- |
| Rey de Reyes 1997 | 21 de febrero de 1997 | Ciudad Madero, Tamaulipas        | Centro de convenciones                 | Final de Rey de Reyes 1997                                                                |
| Rey de Reyes 1998 | 1 de marzo de 1998    | Naucalpan, Estado de México      | Toreo de Cuatro Caminos                | Final de Rey de Reyes 1998                                                                |
| Rey de Reyes 1999 | 7 de marzo de 1999    | Naucalpan, Estado de México      | Toreo de Cuatro Caminos                | Perro Aguayo vs. Sangre Chicana vs. El Cobarde                                            |
| Rey de Reyes 2000 | 5 de marzo de 2000    | Naucalpan, Estado de México      | Toreo de Cuatro Caminos                | La Parka vs. Gigante Drako                                                                |
| Rey de Reyes 2001 | 30 de marzo de 2001   | Ciudad Madero, Tamaulipas        | Centro de convenciones                 | Final de Rey de Reyes 2001                                                                |
| Rey de Reyes 2002 | 17 de marzo de 2002   | Zapopan, Jalisco                 | Auditorio "Benito Juárez"              | Final de Rey de Reyes 2002                                                                |
| Rey de Reyes 2003 | 16 de marzo de 2003   | Zapopan, Jalisco                 | Auditorio "Benito Juárez"              | Final de Rey de Reyes 2003                                                                |
| Rey de Reyes 2004 | 21 de marzo de 2004   | Naucalpan, Estado de México      | Toreo de Cuatro Caminos                | Final de Rey de Reyes 2004                                                                |
| Rey de Reyes 2005 | 11 de marzo de 2005   | Ciudad Madero, Tamaulipas        | Centro de convenciones                 | Final de Rey de Reyes 2005                                                                |
| Rey de Reyes 2006 | 10 de marzo de 2006   | Ciudad Madero, Tamaulipas        | Centro de convenciones                 | Final de Rey de Reyes 2006                                                                |
| Rey de Reyes 2007 | 18 de marzo de 2007   | Naucalpan, Estado de México      | Toreo de Cuatro Caminos                | Final de Rey de Reyes 2007                                                                |
| Rey de Reyes 2008 | 16 de marzo de 2008   | Monterrey, Nuevo León            | Plaza de Toros "Lorenzo Garza"         | El Mesías vs. Cibernético                                                                 |
| Rey de Reyes 2009 | 15 de marzo de 2009   | Guadalajara, Jalisco             | Plaza de toros "Nuevo Progreso"        | El Mesías vs. Chessman                                                                    |
| Rey de Reyes 2010 | 12 de marzo de 2010   | Querétaro, Querétaro             | Plaza de Toros "Santa María"           | El Mesías vs. Electroshock vs. Mr. Anderson                                               |
| Rey de Reyes 2011 | 18 de marzo de 2011   | Aguascalientes, Aguascalientes   | Plaza de toros "La Monumental"         | Final de Rey de Reyes 2011                                                                |
| Rey de Reyes 2012 | 18 de marzo de 2012   | Zapopan, Jalisco                 | Auditorio "Benito Juárez"              | Jeff Jarrett vs. El Mesías                                                                |
| Rey de Reyes 2013 | 17 de marzo de 2013   | Monterrey, Nuevo León            | Plaza de Toros Monumental de Monterrey | Final de Rey de Reyes 2013                                                                |
| Rey de Reyes 2014 | 16 de marzo de 2014   | Monterrey, Nuevo León            | Plaza de Toros Monumental de Monterrey | Final de Rey de Reyes 2014                                                                |
| Rey de Reyes 2015 | 18 de marzo de 2015   | Zapopan, Jalisco                 | Auditorio "Benito Juárez"              | Myzteziz y Rey Mysterio Jr. vs. El Hijo del Perro Aguayo y Pentagón Jr.                   |
| Rey de Reyes 2016 | 11 de marzo de 2016   | San Luis Potosí, San Luis Potosí | Plaza de toros Monumental El Paseo     | El Texano Jr. vs. El Mesías                                                               |
| Rey de Reyes 2017 | 19 de marzo de 2017   | Monterrey, Nuevo León            | Arena José Sulaimán                    | Aero Star vs. Super Fly                                                                   |
| Rey de Reyes 2018 | 4 de marzo de 2018    | Puebla, Puebla                   | Acropolis Puebla                       | El Hijo del Fantasma vs. El Texano Jr.                                                    |
| Rey de Reyes 2019 | 16 de marzo de 2019   | Puebla, Puebla                   | Acrópolis Puebla                       | Los Mercenarios (El Texano Jr. & Rey Escorpión) vs. Lucha Brothers (Fénix & Pentagón Jr.) |
| Rey de Reyes 2021 | 1 de mayo de 2021     | San Pedro Cholula, Puebla        | N/A                                    | Psycho Clown y Pagano vs. Chessman y Sam Adonis                                           |
| Rey de Reyes 2022 | 19 de febrero de 2022 | Veracruz, Veracruz               | Estadio Universitario Beto Ávila       | El Hijo del Vikingo vs. Johnny Superstar                                                  |
| Rey de Reyes 2023 | 5 de febrero de 2023  | Mérida, Yucatán                  | Poliforum Zamna                        | Final de Rey de Reyes 2023                                                                |
| Rey de Reyes 2024 | 3 de febrero de 2024  | Ciudad de México                 | Base del Ejército y Fuerza Aérea       | Final de Rey de Reyes 2024                                                                |
| Rey de Reyes 2025 | 22 de marzo de 2025   | Ciudad de México                 | Gimnasio Olimpico Juan de la Barrera   | Por determinar                                                                            |

## Estadísticas
- Rey de Reyes (1997) fue la primera vez que se celebró en febrero hasta la edición de Rey de Reyes (2023).
- Rey de Reyes (2022) fue la única vez que se celebró en mayo.
- La Parka es el luchador que más veces ha ganado el torneo, con 5 conquistas y el único luchador en ganar más de dos veces el torneo.
- Faby Apache es la luchadora que más veces ha ganado el torneo de Reina de Reinas, con 5 conquistas y la única luchadora en ganar más de tres veces el torneo.
- Naucalpan, Estado de México es el estado donde se ha realizado más veces este torneo, con 5, le sigue Ciudad Madero, Tamaulipas, a Zapopan, Jalisco y a Monterrey, Nuevo León con 4.
- De todos los ganadores, solo 4 no fueron mexicanos: Dos estadounidenses (Jeff Jarrett y Sam Adonis), un canadiense (Vampiro) y un puertorriqueño (El Mesías).
- Rey de Reyes (2020) no se realizó debido a la pandemia de COVID-19, la cual se pospuso en 2021.
- Rey de Reyes (2021) no contó con público debido a la pandemia de COVID-19.